# Arguments & Facts
Arguments & Facts (стилизовано как ARGUMENTS & FACTS; с англ. — «Аргументы и факты») — второй сольный мини-альбом российского хип-хоп-исполнителя и продюсера Егора Ракитина, более известного под сценическим псевдонимом Big Baby Tape, вышедший 10 мая 2019 года на лейбле «Warner Music Russia». В записи музыкального релиза принимали участие продюсеры Flexyboy, Aarne, Serge LaConic и сам Егор под псевдонимом DJ Tape. Хип-хоп-портал The Flow поместил альбом на 21 строчку «Топ-50 отечественных альбомов 2019».

## Предыстория релиза
12 апреля 2019 года Big Baby Tape анонсировал новый мини-альбом и объявил о его готовности к выпуску в insta-stories. Ранее неизданные треки с мини-альбома исполнялись во время концертного тура Егора Dragonborn Tour II. 9 мая 2019 года в своём официальном сообществе в «ВКонтакте» о том, что музыкальный релиз выйдет в ближайшую ночь.

## Релиз и продвижение
10 мая 2019 года состоялся релиз второго мини-альбома Егора под названием Arguments & Facts, состоящий из пяти сольных композиций. Над записью музыкального релиза работали продюсеры Flexyboy, Aarne, Serge LaConic и сам Егор под псевдонимом DJ Tape.

## Критика
Американский рэпер Leavemealone обвинил в своем инстаграме российского исполнителя Big Baby Tape в копировании его трека «Face».
«Этот парень думает, раз у него 500 тыс. подписчиков и полно фанатов, он может воровать у малоизвестных артистов, вроде меня», — написал Leavemealone.
По мнению артиста, припев трека «Weight» полностью копирует его композицию «Face» (переводится как «лицо», но произношение на английском почти идентично слову «вес»). Кроме того, в треке американский рэпер читает о том, что он «толкает «вес»» («moving weight», речь идет о наркотиках), то же самое говорит BBT в своём треке.
На сайте Genius с текстами песен на странице трека «Weight» Big Baby Tape композиция Leavemealone указана в похожих, но он остался недоволен таким статусом и потребовал авторских отчислений, так как записал её почти год назад и ничего не знал об использовании своей музыки.

## Участники записи
Текст / вокал:
- Big Baby Tape — треки 1—5

Музыка:
- Flexyboy — трек 1
- DJ Tape — треки 2—5
- Aarne— трек 2
- Serge LaConic — трек 5

Сведение:
- Кирилл Быков
- DJ Tape

Студия звукозаписи:
- 43Records
- Sakura Records

Дизайн обложки:
- Klepnev

## Список композиций
| №                   | Название            | Автор(ы)                    | Продюсеры             | Длительность |
| ------------------- | ------------------- | --------------------------- | --------------------- | ------------ |
| 1.                  | «FAX»               | Егор Ракитин Антон Юхименко | Flexyboy              | 2:03         |
| 2.                  | «Surname»           | Егор Ракитин Aarne          | DJ Tape Aarne         | 2:37         |
| 3.                  | «Brigada»           | Егор Ракитин                | DJ Tape               | 2:24         |
| 4.                  | «Weight»            | Егор Ракитин                | DJ Tape               | 2:26         |
| 5.                  | «Balaclava»         | Егор Ракитин Сергей Сотонин | DJ Tape Serge LaConic | 3:38         |
| Общая длительность: | Общая длительность: | Общая длительность:         | Общая длительность:   | 13:08        |